# North Omak
North Omak az Amerikai Egyesült Államok északnyugati részén, Washington állam Okanogan megyéjében elhelyezkedő statisztikai település. A 2010. évi népszámlálási adatok alapján 688 lakosa van.

## Népesség
A 2010-es népszámláláskor  688 lakója, 202 háztartása és 159 családja volt. A népsűrűség 23,7 fő/km2. A lakóegységek száma 213, sűrűségük 7,3 db/km2. A lakosok 12,5%-a fehér, 0,6%-a afroamerikai, 74,6%-a indián, 0,3%-a ázsiai,  9,9%-a egyéb, 2,2%-a pedig kettő vagy több etnikumú. A spanyol vagy latino származásúak aránya 18,9% (18,8% mexikói,   0,1% egyéb spanyol vagy latino származású.)
A háztartások 44,1%-ában élt 18 évnél fiatalabb. 32,2% házas, 34,2% egyedülálló nő, 12,4% egyedülálló férfi, 21,3% pedig nem család. 15,3% egyedül élt; 4%-uk 65 éves vagy idősebb. Egy háztartásban átlagosan 3,41 személy élt; a családok átlagmérete 3,66 fő.
A medián életkor 26,6 év volt. Lakóinak 35,9%-a 18 évesnél fiatalabb, 7,3% 18 és 24 év közötti, 29,2%-uk 25 és 44 év közötti, 17%-uk 45 és 64 év közötti, 6,8%-uk pedig 65 éves vagy idősebb. A lakosok 46,8%-a férfi, 53,2%-a pedig nő.